# میرکو کوتکوویچ
میرکو کوتکوویچ (انگلیسی: Mirko Cvetković؛ زادهٔ ۱۶ اوت ۱۹۵۰) یک سیاست‌مدار اهل صربستان است. 